# معينة سمعية

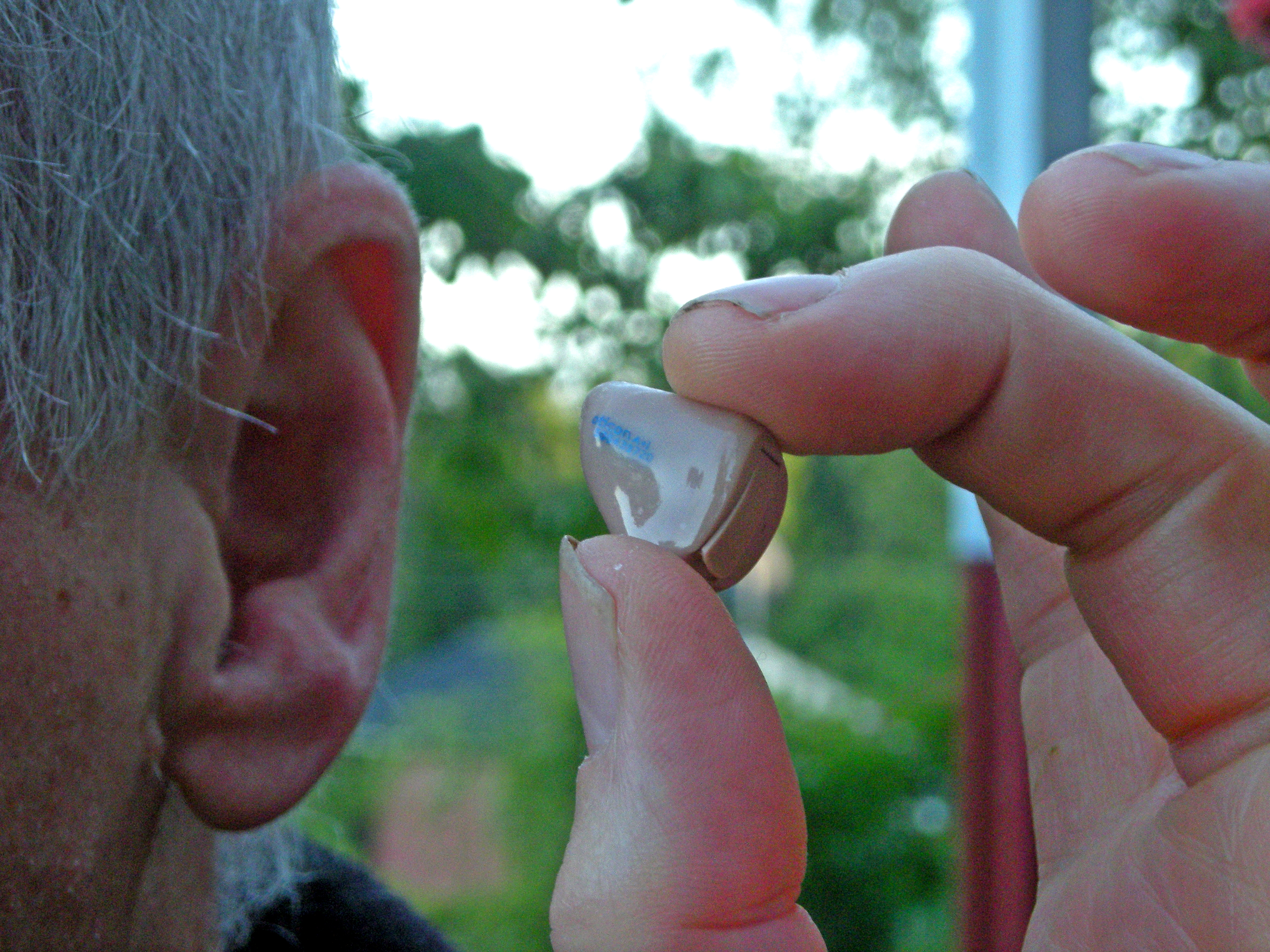
سماعة داخل الأذن

مُعِيْنَةٌ سَمْعِيَّة أو مُعين السمع أو مُساعدة السمع هو جهاز كهروسمعي صغير الحجم، مصمم ليقوم بتضخيم الصوت لمرتديها، يهدف إلى جعل الكلام أكثر وضوحا، وتصحيح ضعف السمع حسب جهاز قياس الصوت. في الولايات المتحدة الاميريكية، تعتبر مساعدات السمع أجهزة طبية، تنظمها دائرة الغذاء والدواء. مكبرات الصوت العادية لا يمكن أن تباع على أنها أجهزة مساعدات سمع.
الأجهزة السابقة والتي تعرف بأبواق الأذن أو الأقماع الأذنية، هدفها جمع الطاقة الصوتية وبثها مباشرة إلى قناة الأذن، وهناك تقنيات مشابهة لها مثل: زراعة القوقعة ومساعدات السمع المثبتة بالعظام.

## الاستخدامات
مساعدات السمع غير قادرة على تصحيح فقدان السمع، هي فقط تجعل الأصوات أكثر وضوحاً. هناك أمران أساسيان يقللان من فاعلية هذه الاجهزة:
- عندما تعجز القشرة السمعية الأولية (في الدماغ) عن إستقبال المحفزات بانتظام، هذا الجزء من الدماغ يفقد الخلايا المسؤولة عن الصوت. كلما زادت كمية الخلايا المفقودة زادت درجة ضعف السمع.
- تدمير الخلايا الشعرية في الأذن الداخلية تتسبب في الفقدان العصب الحسي للسمع، والذي يؤثر على القدرة في تمييز الاصوات. وهذا غالباً يظهر على أنه تناقض القدرة على فهم الكلام وبالتالي فإن تضخيم الصوت ببساطة (كما تفعل مساعدات السمع) غالبا ما يكون غير فعال في تحسين القدرة على إستيعاب الكلام المسموع.

### التعديل
مساعدات السمع غير قادرة على تصحيح فقدان السمع، هي فقط تزيد من دخول الأصوات إلى الأذن (عن طريق تضخيم الصوت) حتى يتم سماعها. هناك ثلاثة أمور أساسية تقلل من فاعلية هذه الأجهزة:
- تأثير الانسداد: والتي تكون بسبب وجود عائق في القناة السمعية وهو مساعد السمع نفسه في هذه الحالة، حيث يسمع الشخص ما يشبه صدى صوته بسبب ارتداد الاهتزازات الصوتية عند إصطدامها بهذا العائق. هي شكوى شائعة، وخاصة للمستخدمين الجدد، مع ذلك فإن ارتداؤها بشكل منتظم عند معظم الناس يؤدي إلى التأقلم بعد بضعة أسابيع، إذا استمرت المشكلة فإن أخصائي السمع يقوم بضبط هذه السماعات.
- تأثير الضغط: يجب تضخيم الصوت لجعله مسموعاً، لكن يجب ضبط درجة الصوت، لأن الأصوات العالية تدمر الأذن الداخلية (القوقعة). والأصوات العالية تخفض لتعطي أصوات منخفضة ضمن المدى المسموح بسماعه. حاميات السمع تزود عن طريق غطاء يوضع لضغط الصوت. أيضا لغايات الحماية تستخدم مثبطات الإزعاج المتواجدة في بعض الوسائل الراقية.
- التركيب الأول للجهاز عند الطبيب نادرا ما يكون مفيدا وفعال، ويحتاج المريض إلى متابعة مستمرة. معظم أخصائي السمع يوصون بعمل تخطيط سمعي بين فترة وأخرى عند شراء هذه الأجهزة.

### تقييم
هناك عدة طرق لتقييم مدى نجاح تعويض السمع. من هذه الطرق هي قياس السمع، والذي يقيس درجة السمع عند الشخص في ظروف مخبرية. يتم قياس عتبة الصوت لمختلف الاصوات وكذلك شدتها في مجموعة مختلفة من الظروف.
على الرغم من أن اختبارات قياس السمع تحاول توفير ظروف مشابهة للظروف الحقيقية، إلا أن النتائج تختلف من مريض لآخر.نهج بديل هو تقييم لتقرير من المريض نفسه، حيث يقوم المريض بتقديم تجربته مع السمع.
يمكن تمثيل مخرجات مساعدات السمع من خلال ثلاثة ابعاد:
1. مدى استخدام مساعدات السمع.
2. المساعدة في التعرف على الكلام.
3. الفوائد/ الرضا للمستخدم.

الطريقة الأكثر موثوقية لتقييم التكيف الصحيح لمساعدات السمع، من خلال قياس مستوى السمع الحقيقي. قياسات الأذن الحقيقية (أو قياس مجسات الميكرفون).هي تقييم تضخيم الصوت بجانب طبلة الأذن باستخدام أنبوب السيليكون لمجسات الميكرفون.

## الانواع
هناك العديد من أنواع مساعدات السمع (وتعرف أيضا بآلآت السمع)، والتي تختلف في: الحجم، الطاقة والدوائر.

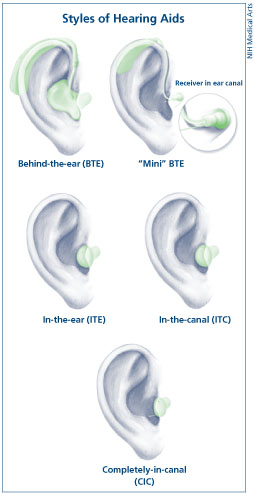
صورة توضيحية لمختلف انواع المساعدات السمعية.

### مساعدات سمع جسدية
هذه أول نوع من سماعات مساعدة السمع تم اختراعها من قبل العالم هارفي فليتشر، عندما كان يعمل في مختبرات بيل.
وتتكون من: العلبة، والجزء الخاص بالأذن المتصل بسلك. تحتوي العلبة على مكبر للصوت الكتروني، متحكم، وبطاريات، بينما يحتوي الجزء الخاص بالأذن على مكبرات للصوت مصغرة. وحجم العلبة عادة كحجم علبة أوراق اللعب يمكن حملها في الجيب أو على حزام.
تصميمها يوفر التضخيم الكبير للصوت وعمر البطارية الطويل في أقل تكلفة. ولا تزال تباع في الأسواق بسبب انخفاض تكلفتها.

### سماعات خلف الأذن

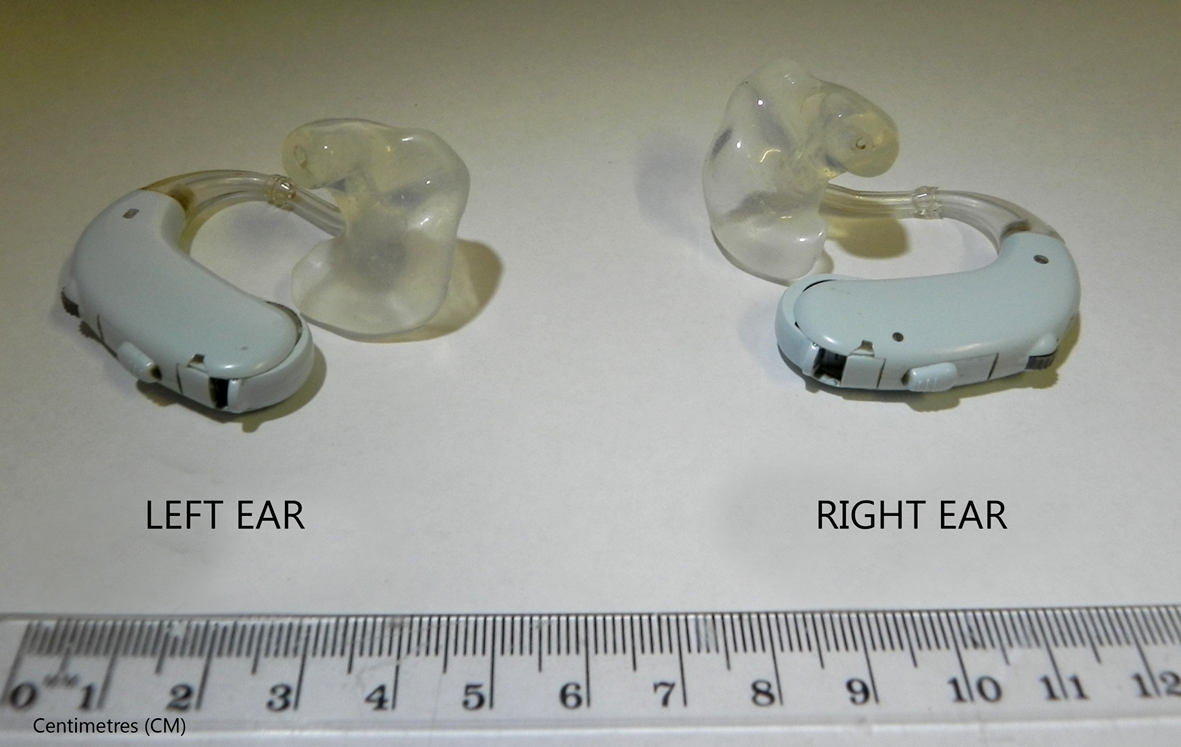
زوج من سماعات خلف الاذن

تتكون هذه السماعات من: العلبة، والجزء الخاص بالأذن أو القبة، ووصلة تصل هذه الأجزاء ببعضها. العلبة تتكون من: الكترونيات، ضوابط، بطاريات، ميكرفون وغالبا مكبر صوت. يتم تركيب العلبة عادة خلف صيوان الأذن والوصلة تصل إلى الجزء السفلي والأمامي منها إلى الأذن. الصوت الصادر من هذه الأداة يتم إما توجيهها سمعيا أو كهربائيا إلى الأذن. إذا تم توجيه الصوت كهربائيا، فإن مكبر الصوت (المستقبل) يقع في الجزء الخاص بالأذن أو بالجزء المفتوح من القبة، ولكن إذا تم توجيهه سمعيا فانه يستخدم أنبوب بلاستيكي لتوصيل الصوت إلى الجزء المخصص بالأذن.
يمكن استخدام هذه السماعات للحالات التي تعاني من فقدان السمع الطفيفة إلى الحالات العميقة، كما تقع المكونات الكهربائية خارج الأذن، مما يقلل فرصة الرطوبة وشمع الاذن من اتلاف المكونات، ويزيد من متانة هذه الأداة. كما أت هذه الاجهزة ترتبط بسهولة بأجهزة التنصت، مثل نظام اف ام، لدمج مصادر الصوت مع الجهاز مباشرة. هذه الاجهزة تستخدم بشكل شائع من قبل الأطفال الذين يحتاجون إلى نوع دائم من السمع.
سماعات خلف الاذن المصغرة
نوع جديد من سماعات خلف الاذن. وهي كذلك توضع خلف الاذن، ولكنها أصغر حجما. رقيقة جدا، غالبا تستخدم أنبوب غير مرئي لربط السماعة مع قناة الاذن. ربما يحتوي على قطع مريحة للأذن، وربما يكون الجزء الخاص بالأذن المستخدم في هذه السماعات تقليدي، هذه السماعات لا تسمح فقط بتقليل الشعور بانسداد القناة الاذنية، وإنما تزيد الراحة، والحد من ردود الفعل ومعالجة النواحي التجميلية للعديد من المستخدمين.
المستقبل داخل القناة الاذنية
السماعات بجانب الاذن والتي تضع مكبر الصوت مباشرة في الاذن دون الحاجة لوضع الجزء المخصص للاذن، عادة يعرف «بالمستقبل داخل القناة». هذه الأداة تستخدم جزء مريح لداخل الأذن، عادة يتكون من السيليكون، لوضع مكبر الصوت داخل أذن المريض.
بعض ايجابيات هذه السماعة: تحسين جودة الصوت، تقليل الضوضاء، تكنولوجيا «التناسب-والفتحة» وتركيب فوري للمريض .
نظام الصليب (التقاطع)
يستخدم نظام الصليب للمرضى الذين يعانون من فقدان السمع في أذن واحدة، أو ملحوظ أكثر في أذن واحدة، هذا النظام يسمح للمستخدم بارتداء الميكرفون تقنيا باذن واحدة، ويتم تحويل الكلام إلى الاذن الجيدة، في حين أن المخروط في الاذن الجيدة يسمح بالسماع بشكل طبيعي.
نظام الصليب الثنائي
هذا النظام مشابه لنظام الصليب، إلا أنه يعزز السمع في الأذن الأفضل عن طريق تعزيز حجم المدخلات، وبالتالي توجيه الصوت إلى الأذن الجيدة، بينما تعزز الوضوح والصوت أيضا.
الجزء المخصص للاذن (earmold)
يتم انشاؤها من الانطباع عن الأذن الخارجية للافراد. هذه عادة تكون مريحة، وتقلل من ردود الفعل. مصنوعة من مجموعة متنوعة من المواد القاسية (متين) وأخرى لينة (مرنة). لون الحالة والجزء المخصص لللأذن من الممكن تعديلها وإضافة العديد من الديكورات لها.

### سماعات داخل الاذن
أجهزة مساعدة السمع تناسب تجويف الأذن الخارجي (المعروف بالمحار)، تكون مرئية في بعض الأحيان عند الوقوف وجها لوجه مع شخص ما. مصنوعة حسب الطلب بحيث تناسب أذن المستخدم. يمكن أن تستخدم في حالات فقدان السمع الخفيفة والشديد. الارتجاع الصوتي، وهو الطنين/صفير ناجم عن الأصوات التي تسرب ويجري تضخيمها مرة أخرى، قد يكون مشكلة خاصة بالنسبة للحالات الشديدة. بعض الدوائر الحديثة قادرة على تنظيم الارتجاع الصوتي أو إلغاء المساعدة في ذلك. التهوية قد تسبب أيضا ارتجاعا صوتي، أنبوب التنفيس هو أنبوب يوضع لمعادلة الضغط، ومع ذلك فإن الأساليب والأحجام المختلفة لفتحات التسريب يمكن استخدامها لمنع الارتجاع الصوتي.
تقليديا، هذا النوع من السماعات استخدامه غير شائع عند الأطفال، لأنه ليس من الممكن أن يتم تعديلها حتى تتناسب مع حجم أذن الطفل الذي يتغير مع الزمن، لذلك فهي غير مناسبة لهم على العكس من السماعات التي تم ذكرها سابقا. ويجب أن تستبدل هذه السماعات كلما كبر الطفل. مع ذلك هناك نوع جديد من هذه السماعات مصنوع من السيليكون لتقليل التكلفة. من الممكن أن ترتبط مع نظام اف ام بدون أسلاك، من خلال حث الانبوب الملتوي على نقل إشارات النظام إلى داخل الاذن.
هذه السماعات صغير الحجم، تملأ النصف السفلي للأذن الخارجية. لا يمكن رؤيتها عند الوقوف وجها لوجه مع شخص ما  وهناك سماعات ام أي اس وسي أي سي بشكل عام تعتبر غير مرئية، إلا في حال النظر مباشرة إلى مرتديها. وتستخدم هذه السماعات للحالات المعتدلة إلى متوسطة الاعتدال، ولا ينصح باستخدام سماعات سي أي سي للناس الذين يعانون من تردد السمع المنخفض، حيث يكون تأثير الانسداد هو الأكثر وضوحا في مثل هذه الحالات.
هذه السماعات أكثر كلفة من سماعات خلف الأذن حيث أنها تتساوى بالوظائف، إلا أن هذه السماعات مخصصة للتركيب على أذن المريض، حيث يقوم المختص بأخذ مقاسات الأذن الخارجية للمريض وعمل نموذج ثلاثي الأبعاد لها. اثناء النمذجة، يتم إدخال أنبوب التهوية. وأخيرا يتم تجميع المساعدات وشحنها بعد التأكد من جودتها.

### سماعات غير مرئية داخل القناة السمعية

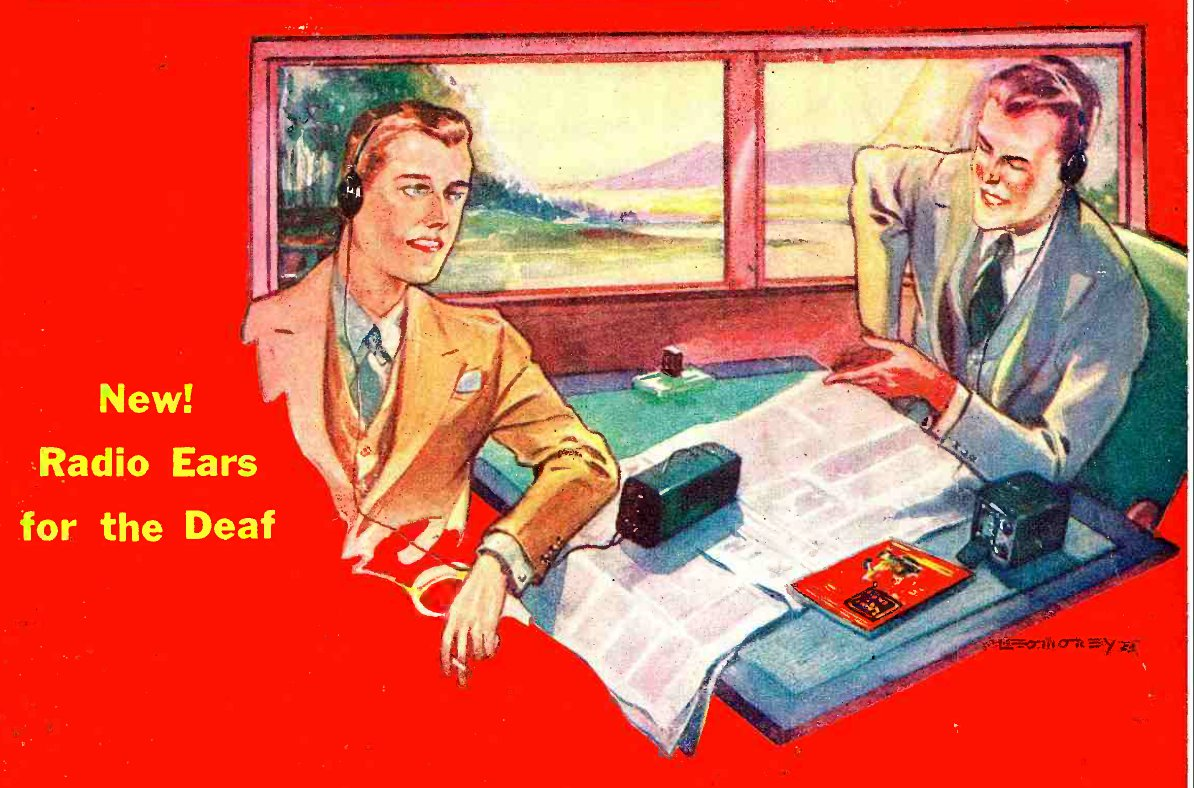
توضيح بعض الانابيب المفرغة المساعدة على السمع منذ عام 1993

هذا النوع من السماعات مصمم ليتناسب مع الأذن من الداخل تماما، وهناك جزء ضئيل منها يبقى ظاهرا هذا لانها توضع للداخل أكثر من غيرها من السماعات، بحيث يكون بعيدا عن المشاهد حتى عند النظر مباشرة. وتكون قياساتها مريحة ومناسبة وذلك لأنه يتم صناعتها بعد أخذ القياسات. السماعات المرئية تستخدم التنفيس لاعطاء تجربة طبيعية أكثر للسمع. على عكس الانواع الأخرى فان هذا النوع من السماعات لا يقفل الغالبية العظمى من الأذن بقطعة بلاستيكية كبيرة، هذا يعني أن الأصوات يمكن أن تجمع بشكل طبيعي أكثر عن طريق شكل الأذن، وأن تنقل إلى أسفل قناة الأذن بدون مساعدات، اعتمادا على: حجمها، وبعض النماذج التي تسمح باستخدام الهواتف الخلوية كأجهزة تحكم عن بعد لتغيير إعدادات الذاكرة والحجم. بدلا من انتزاع هذه السماعات خارج الاذن للقيام بهذه العملية. هذه السماعات تناسب ذوي الاعمار المتوسطة، ولكنها غير مناسبة لكبار السن.

### أجهزة مساعدة السمع الممتدة
المقال الاساسي: Extended wear hearing aid
هي أجهزة تساعد في السمع، توضع في القناة الأذنية بطرق غير جراحية بواسطة اخصائيي السمع المحترفين. وهي أول جهاز مساعد للسمع غير مرئي، يتم ارتداؤها من 1-3 أشهر دون ازالتها. مصنوعة من مادة لينة تناسب المستخدم، يمكن استخدامها من قبل المرضى الذين يعانون من حالات خفيفة إلى حالات شديدة من فقدان السمع. قربها من طبلة الاذن يؤدي إلى تحسين مسار الصوت وموقعه، وتقليل ردود الفعل، وتحسين التقاط الترددات العالية.
تتطلب الأجهزة التقليدية وضعها وإزالتها بشكل يومي، بينما الجهاز الممتد المساعد للسمع يتم ارتداؤه باستمرار ومن ثم استبداله بجهاز جديد. ويمكن للمستخدمين ضبط تغييرات الصوت دون اللجوء إلى المحترفين. هذه الأجهزة مفيدة جدا للافراد النشيطين بسبب تصميمها الذي يحميها من الرطوبة وشمع الاذن، وكذلك يمكن ارتداؤها اثناء التمرينات، والاستحمام، الخ. وذلك لأن وضع الجهاز داخل الأذن يجعلها غير مرئية، وكما هو الحال في الأجهزة الأخرى فإن التوافق يعتمد على درجة فقدان السمع لدى الافراد، حجم وشكل الاذن، الظروف الطبية ونمط الحياة. السلبيات تكمن في : إزالتها وإعادة ارتداؤها عند انتهاء البطاريات، غير مقاومة للماء (لا يستطيع المستخدم الغوص في الماء)، انسداد الاذن أثناء الاستحمام، وعند البعض تكون غير مريحة عند وضعها بعمق داخل قناة الأذن حيث الجزء الوحيد من الجسم الذي يكون الجلد أعلى العظم مباشرة.

### أدوات التركيب المفتوح
أيضا تعرف بمساعد السمع ما فوق الأذن، وهي مساعد سمع صغير يوضع خلف الأذن. تتميز بأنها الأقل تأثيرا في رنين قناة الأذن، وذلك لأنها تترك القناة السمعية مفتوحة قدر المستطاع. عادة تكون هذه السماعات موصولة بمكبر صوت صغير يقع في منتصف القناة السمعية. تتكون من علبة (حقيبة) صغيرة توجد خلف الأذن وأنبوب صغير شفاف يدخل إلى داخل الأذن، وجزء مقبب ناعم من السيليكون، وفي نهاية الأنبوب يكون رأس مهوى بشكل جيد مصنوع من مادة الآيريليك "acrylic" يقوم بتثبيت الأنبوب في القناة السمعية. يعمل هذا التصميم على التخفيض من ظاهرة الانسداد إلى أقصى حد. على العكس من ذلك، يسبب زيادة الارتجاع الصوتي، ولأن التركيب المفتوح يسمح للتردد المنخفض بالتسرب من قناة الأذن، فان استعمالها يقتصر على خسائر متوسطة الشدة في سماع الأصوات عالية التردد.
تصميم هذه الأجهزة يسبب المشاكل عند ارتباطها بأجهزة التنصت. هذه المشكلة عولجت من قبل الشركات المصنعة، الذين يقدمون أجهزة تنصت تناسب أجهزة السمع.

### القابل للبرمجة من قبل الشخص، المستخدم، أو المستهلك
البرامج الشخصية، برامج المستهلك، البرامج الذاتية لمساعدات السمع تسمح للمستخدم بضبط الاعدادات الخاصة بمساعدات السمع خاصته ليحظى بأفضل استخدام. من الممكن التحكم بالبرامج الشخصية للمساعدات السمعية عن بعد بواسطة المصنعين. تتوافر بجميع أنواع مساعدات السمع، وتختلف هذه السماعات عن غيرها من التقليدية بأنه يمكن تعديلها بواسطة المستخدم.

### المساعدات ذوات الاستعمال لمرة واحدة
هذا النوع من المساعدات ليس لديه القدرة على استبدال البطاريات. واستهلاكها للطاقة معتدل، لذلك فإن البطاريات المستخدمة تعمل لوقت أطول من السماعات التقليدية. الهدف من هذه السماعات هو التخلص من الحاجة إلى استبدال البطاريات وإلى صيانة وتنظيف السماعات بشكل مستمر.

### السماعات المثبتة في العظم
المقالة الرئيسية: Bone anchored hearing aid
عضو صناعي سمعي يعتمد على التوصيل العظمي، يتم إدخاله جراحيا، وهي إحدى الخيارات للمرضى الذين يفقدون القناة السمعية الخارجية، وعندما لا نستطيع استخدام المساعدات السمعية الاعتيادية تستخدم الجمجمة كطريقة لنقل الصوت إلى الاذن الداخلية. تستخدم للأشخاص الذين يعانون من فقدان السمع بسبب انقطاع توصيل الصوت، يقوم هذا الجهاز باجتياز القناى السمعية الخارجية والأذن الوسطى ليحفز عمل القوقعة. بالنسبة للأشخاص الذين يعانون من فقدان السمع من جهة واحدة فإن هذه الأداة توصل الصوت عن طريق الجمجمة من الأذن المصابة إلى الأذن السليمة. الأطفال تحت عمر السنتين (خمس سنوات في اميركا) يرتدون الجهاز على شريط رقيق. من الممكن ارتداؤها من عمر شهر حيث أن الأطفال يستطيعون تحمل هذه الأداة.
عندما تصبح عظام جمجمة الطفل سميكة كفاية، يمكن وضع التيتانيوم جراحيا في الجمجمة مع دعامة صغيرة لها مخرج على الجلد، وتثبت معدلات الصوت المثبتة في العظم على هذه الدعامة. وتنقل الأصوات والاهتزازات إلى الدعامة الخارجية للتيتانيوم المزروع، هذا الزرع يعمل اهتزازات في الجمجمة والأذن الداخلية فتحفز الألياف العصبية للأذن الداخلية فيحصل السمع.
العملية الجراحية بسيطة وقد تكون هناك مشاكل بسيطة بالنسبة للجراح، أما بالنسبة للمريض قد يصاحب العملية ألم وعدم ارتياح بسيط، قد يعاني المريض من خدران في المنطقة المحيطة بالزرع حيث أن الاعصاب الصغيرة السطحية بالجلد يتم قطعها أثناء العملية. لكن هذا يزول بعد وقت قصير، ليس من الممكن زيادة فقدان السمع نتيجة لهذه العملية. من أهم ميزاتها أنه إذا لم يرد المريض أن يكمل هذا الاجراء لأي سبب كان، فانها تأخذ أقل من دقيقة من الطبيب لإزالتها، ولا تمنع المستخدم من أي شيء يمارسه في الحياة وخارج المنزل من لعب الرياضة، الخ.
المخترعون لهذا التصميم هم Cochlear، وشركة Oticon.

### مساعدات النظارة
بين 1950-1970 عندما لم تكن مساعدات داخل الأذن مشهورة (في الوقت الذي كانت فيه النظارات الطبية ذات الحافة السميكة هي المشهورة)، للمرضى الذين يرتدون نظارات ومساعدات السمع، كانوا يختاروا نوع من المساعدات يوضع على القطع الهيكلية للنظارة.
على الرغم من أن هذا المزيج بين النظارة ومساعدة السمع لم يكن مرن، لأنه لم يكن هناك أشكال لإطارات النظارات أو لأن الشخص كان يرتدي الاثنين في نفس الوقت أو لا يستطيع ارتداء أيا منها، أما الآن الأشخاص الذين يرتدون نظارات ومساعدات سمع ممكن أن يستخدموا الأنواع داخل الأذن أو بجانب الأذن على إطار النظارة، هناك بعض المواقف الخاصة يكون هذا النوع الذي يعتمد على إطار النظارة هو الأفضل، مثلا: عندما يكون عند الشخص فقدان بالسمع بالأذن الواحدة، الصوت من الميكرفون من الجهة السيئة يرسل عن طريق الإطار إلى الاذن الأخرى الأفضل. من الممكن الوصول إليه عن طريق نظام الصليب، ولكن بات هذا النظام الآن بدون أسلاك.
المساعدات المشابهة للنظارات
تستخدم هذه المساعدات من قبل الأشخاص الفاقدين السمع الذين يستخدمون النظارات أو الذين يعانون من مشاكل وصول الصوت بالطرق الطبيعية، بواسطة المساعدات، وقد يكون السبب انسداد في قناة الأذن أو إذا كان المستخدم يعاني من التهابات في الأذن. يوجد نوعين من هذه المساعدات معتمدة على طرق التوصيل: سماعات موصلة عن طريق العظام، السماعات الموصلة عن طريق الهواء.
نظارة السماعات الموصلة عن طريق العظام
تنقل الأصوات بواسطة مستقبل مرتبط بذراع النظارة الموجودة بجانب عظام الجمجمة خلف الأذن، عن طريق الضغط، بحيث يطبق على ذراع النظارة. تعبر الاصوات من المستقبل الموجود على ذراع النظارة إلى الأذن الداخلية، بواسطة الجزء العظمي.
عملية النقل عبر العظام تتطلب كمية هائلة من الطاقة. بشكل عام، هذه السماعات لديها استجابة ضعيفة للأصوات ذات النغمة العالية، لذلك تستخدم فقط في حال عدم إمكانية استخدام الطرق التقليدية.
سماعات موصلة عن طريق الهواء
على عكس السماعات الموصلة عن طريق العظام، فإن الصوت ينقل عن طريق المساعدات الموجودة على ذراع النظارة. وعند إزالة النظارات لتنظيفها تنفصل السماعات في الوقت نفسه عن النظارة. هناك نموذج حقيقي حيث تكون النظارات المساعدة هي الخيار الأفضل، وقد لا تكون دائما هي الخيار الأفضل.
مؤخرا، نوع جديد من النظارات العينية تم اختراعها ، من خصائصها : الحساسية للاتجاهات : هناك أربعة ميكرفونات موصلة على النظارة، تعمل جميعا كميكرفونات ثنائية الاتجاهات، وهي قادرة على تمييز الصوت القادم من الامام والجانبين ومن الخلف أيضا. وهذا يقلل من نسبة الضوضاء عن طريق السماح بتضخيم الاصوات القادمة من الامام، الاتجاه الذي يبحث عنه المستخدم، والتحكم بالضوضاء القادمة من الجانبين أو من الخلف. مؤخرا، أصبحت التكنولوجيا صغيرة جدا بحيث تناسب وضعها على إطار النظارة. وهي موجودة حاليا في الاسواق في بلجيكا وهولندا.

## التكنولوجيا
انظر أيضا: History of hearing aids
استخدمت أول أجهزة السمع الكهربائية ميكرفون الكربون من الهاتف وأدخلت عام 1896. وهناك أنبوب فراغي يجعل تضخيم الالكترونات ممكنا، لكن الإصدار الأول لمكبرات الصوت هذه كان ثقيلا لأنه يحمل على الاذن. تصغير هذه الأنابيب يؤدي إلى تكوين نماذج محمولة وبعد الحرب العالمية الثانية استخدمت نماذج الانابيب المصغرة. حيث تم اختراع الترانزستور عام 1948 بحيث يتناسب مع السماعات، بسبب انخفاض الطاقة والحجم الصغير له. تطوير الدوائر المتكاملة سمحت بتحسين قدرات هذه السماعات، بما في ذلك تنفيذ تقنيات معالجة الاشارات الرقمية والبرمجة لتلبية حاجات المستخدم الفردية.

### التوافق مع الهواتف

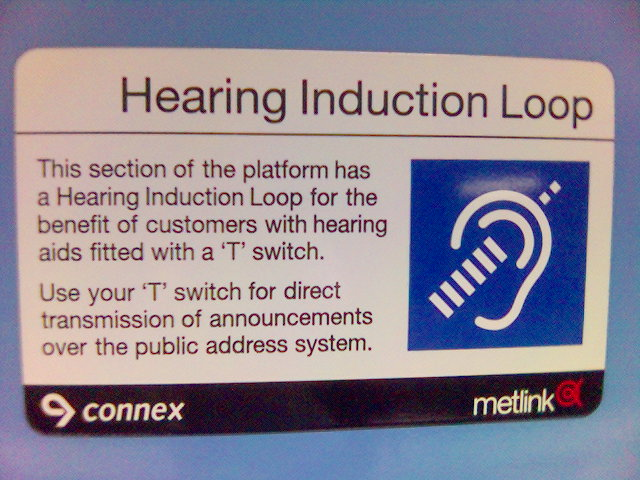
هذه السماعة مصممة للاطباء الذين هم بحاجة إلى مساعدات سمع. توضع السماعة على المكبر من سماعة الطبيب، والتي تقوم بتضخيم الاصوات.

تتوافق السماعات مع الهواتف، حيث انها عند اتصالها معا تجعل الصوت واضح وسهل الفهم. مصطلح «التوافق» يطبق على الانواع الثلاثة من الهواتف (سلكي، لاسلكي، والاجهزة الخلوية)، هناك طريقتان لاتصال الهواتف مع السماعات وهي:
- سمعيا: يتم التقاط الصوت من الهاتف بواسطة ميكرفون السماعة.
- الكهرومغناطيسية: يتم التقاط الإشارة داخل الهاتف من خلال لفائف موجودة داخل السماعة تعرف ب«لفائف تي»، حيث يوجد حلقة خاصة من الاسلاك داخل مساعد السمع.

لاحظ ان اقتران «لفائف تي» له علاقة مع اشارات الراديو في الهاتف الخلوي أو الهواتف اللاسلكية: التقاط إشارة الصوت من خلال هذه اللفائف، يؤدي إلى ضعف المجال الكهرومغناطيسي والتي يتم انتاجها من قبل لفائف الصوت الموجودة في مكبر الهاتف، حيث يدفع الصوت ذهابا وايابا.
والطريقة الكهرومغناطيسية أكثر فاعلية من الصوتية. وهذا هو السبب الرئيسي لاطفاء الميكرفون تلقائيا عند اتصال السماعات مع اللفائف، مما يقلل الضوضاء في الخلفية. منذ وجد الاتصال الإلكتروني مع الهاتف أصبح الصوت أكثر وضوحا واحتمالية التشويش أصبحت اقل. ولكن من اجل هذا العمل، يجب ان يكون الهاتف متوافقا مع السماعات. أكثر تقنية، يجب ان تحتوي الهواتف على لفائف صوت لتوليد مجال كهرومغناطيسي قوي نسبيا. المتكلم مع مكبرات الصوت القوية أكثر تكلفة وتحتاج إلى العديد من الطاقة، الهواتف التي تكون طاقتها قليلة لا تستطيع دمج المجال الكهرومغناطيسي مع لفائف تي في السماعات، لذلك يتم التحويل إلى الطريقة المسموعة. لذلك يتم تعديل المساعدات إلى الوضع المسموع. وايضا، هناك العديد من الهواتف التي ترسل ضجيج كهرومغناطيسي مرتفع والتي تختار الصوت المسموع للمساعدات السمعية عند استخدام لفائف الهاتف.
عند اضاءة لفائف الهاتف المتصلة بمساعدات السمع (عادة عن طريق الضغط على زر)، ينتقل الصوت مباشرة إلى الهاتف عن طريق الالتفاف إلى لفائف مساعدات السمع.
في 21 مارس 2007 ، أصدرت رابطة صناعة الاتصالات على مستوى TIA-1083، الذي يعطي الشركات المصنعة للهواتف اللاسلكية القدرة على اختبار منتجاتها من أجل التوافق مع معظم أجهزة السمع التي لها وضع الاقتران المغناطيسي T-Coil . مع هذا الاختبار، ستكون المصنعات الرقمية للهواتف اللاسلكية قادرة على توعية المستهلكين حول المنتجات التي سوف تعمل مع مساعدات السمع لهم.
تمتلك الجمعية الوطنية الاميريكية للقياسات على مقياس للسمع للاتصال بين الهواتف والمساعدات:
- في وضع السمع يكون المقياس، يكون المقياس من ام 1 (الاسوأ) - ام 4 (الأفضل)
- في الوضع الكهرومغناطيسي، يكون المقياس من تي1 (الاسوأ)- تي 4 (الأفضل)

أفضل احتمالية هي ام4/تي4 تعني ان جميع الهواتف تعمل جيدا في كلا الوضعين. الاجهزة التي تكون اقل من ام 3 غير مناسبة للاشخاص الذين يستعملون مساعدات السمع.

### مساعدات السمع اللاسلكية
اشتملت مساعدات السمع مؤخرا على مساعدات السمع اللاسلكية. حيث يمكن نقل إحدى مساعدات السمع إلى الجانب الآخر من خلال زر برنامج واحد في وقت واحد وبالتالي التغيير إلى مساعد اخر، لذلك من الممكن تغيير ضبط الأصوات الخلفية في السماعتان في آن واحد. من الممكن أيضا الاستماع إلى نظام اف ام عن طريق مستقبل لاسلكي متكامل مع المساعدات السمعية. جهاز الميكرفون اللاسلكي والمنفصل من الممكن اعطائه لرفيقك لارتدائه سواء في المطعم، السيارة، وقت الفراغ، اثناء التسوق، في المحاضرات أو اثناء الشعائر الدينية. ينتقل الصوت بدون اسلاك إلى المساعدات ملاشيا تأثير المسافات والضوضاء. نظام اف ام مصمم لاعطاء أفضل كلام مفهوم اثناء الضجيج. من الممكن أيضا ربط نظام اف ام بالتلفاز أو المسجل.
يستخدم بالعادة توصيل بالبلوتوث 2.4 جيجاهيرتز إلى مصادر الصوت مثل التلفاز أو الهواتف النقالة التي تحتوي على البلوتوث. الأجهزة الحالية لا تحتوي البلوتوث بشكل مباشر، فتقوم بإرسال واستقبال البلوتوث عن طريق جهاز ثانوي (غالبا ما يتم ارتداؤه حول الرقبة أو في الجيب)، يقوم هذا الجهاز باستقبال إشارة البلوتوث من الجهاز المصدر للصوت لاسلكيا وإعادة توجيهها إلى مساعد السمع (سلكيا). يجب أن تكون المسافة بين هذا الجهاز ومصدر الصوت قصيرة ليتمكن من استقبال الإشارة. يمكن استخدام هذه التكنولوجيا مع أجهزة قابلة ليتم إلباسها على الجسم مثل ((BTE, Mini BTE, RIE أو مع أجهزة يتم تركيبها على الأذن مباشرة.
•

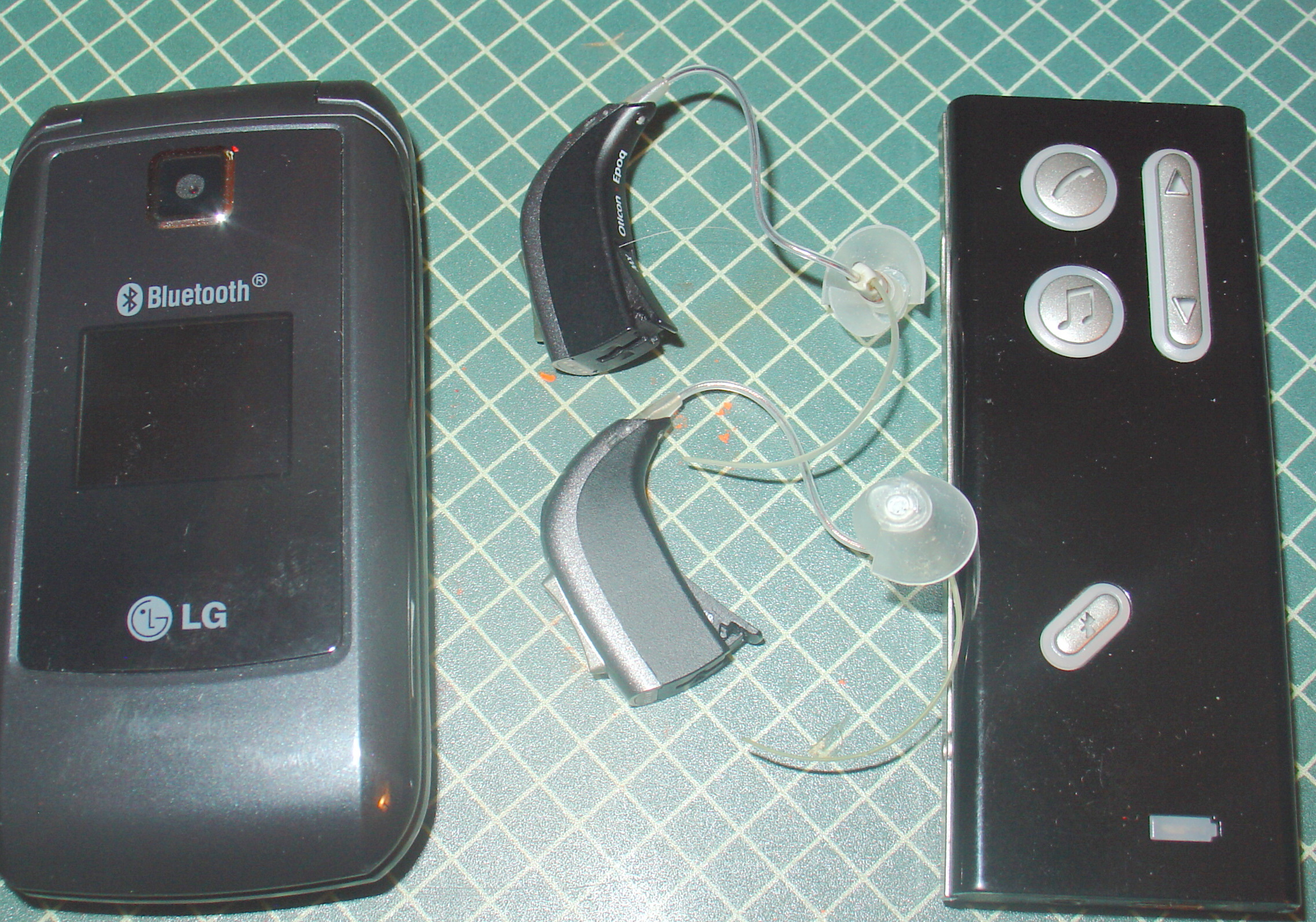
مساعدات سمع تستخدم تقنية البلوتوث (اوتيكون).
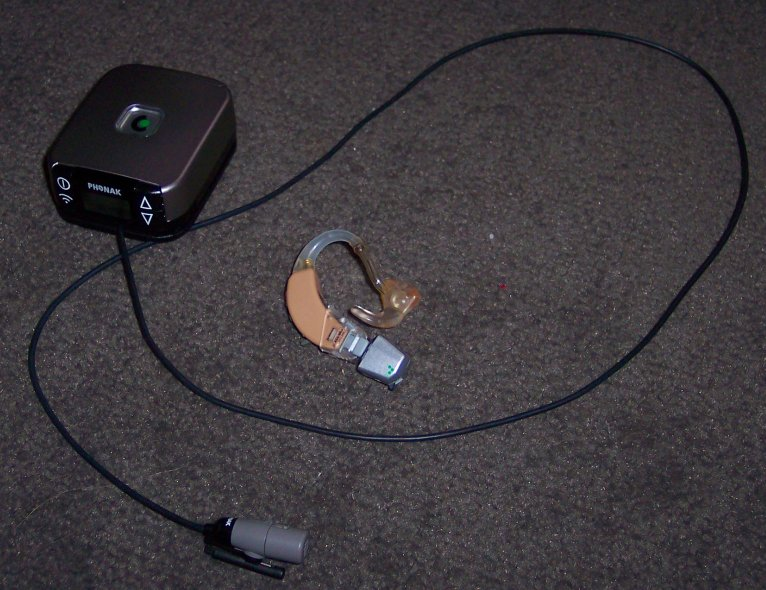
مساعدات سمع تستخدم نظام اف ام (فوناك)

في الدول المتطورة تعتبر انظمة اف ام حجر الاساس في علاج فقدان السمع عند الأطفال، واكتشف العديد من الباغين فوائد نظام اف ام، خصوصا ان اجهزة الإرسال أصبحت مرتبطة مع العديد من اعدادت الميكرفون، البلوتوث، ووسائل الاتصال اللاسلكية في الهاتف الخلوي والتي أصبحت متاحة.
تم تجهيز العديد من المسارح والقاعات بانظمة مساعدة السمع، والتي تنقل الصوت مباشرة إلى المسرح، ويمكن للاعضاء من الجمهور اقتراض المساعدات المناسبة والاستماع إلى البرامج دون ضجيج. في بعض الكنائس والمسارح تتوفر انظمة اف ام، والتي تعمل مع مستقبلات نظام اف ام الخاصة باجهزة المستخدمين.

### الميكرفونات الموجهة
معظم اجهزة السمع القديمة لديها ميكرفون أحادي الاتجاه، يقوم بتضخيم الاصوات من جميع الاتجاهات بنفس المقدار. في المقابل، فان الميكرفون الموجه يقوم بتكبير الصوت من الامام أكثر من بقية الاصوات، هذا يعني ان الاصوات من الجهة المواجهة للمستمع تضخم أكثر من غيرها من الاتجاهات. ويقوم بتحسين نسبة الكلام إلى الضوضاء وبالتالي تحسين فهم الكلام في الضوضاء. الميكرفون الموجه يعتبر ثاني أفضل الطرق لتحسين نسبة الضوضاء (أفضل طريقة هي نظام اف ام).
العديد من السماعات المساعدة الآن تحتوي على الميكرفون الاحادي الاتجاه والميكرفون الموجه معا، وذلك لان الكلام ياتي من اماكن مختلفة ولا يشترط من امام المستمع، عادة يستخدم الميكرفون الاحادي في حالات الاستماع الهادئة (مثل: البيت)، بينما يستخدم الميكروفون الموجه في الأماكن المزعجة (مثل: المطعم). وضع الميكرفون يتم اختياره عن طريق التبديل، بعض المساعدات تقوم بتبديل الوضع تلقائيا.
يختلف الميكرفونات الموجهة ذاتية التكيُف حسب درجة تضخيم الصوت، اتجاه التضخيم يختلف حسب معالج المساعدات السمعية، بحيث تقوم المعالجات بالبحث عن صوت الحديث لتضخيمه أكثر، الا إذا كان المستخدم يقوم بتحويل النظام يدويا إلى «وضع المطعم» إلى الامام فقط. الميكرفونات الموجهة ذاتية التكيُف لها سلبيات لتضخيم اصوات متكلمين اخرين في المطعم. وهذا يجعل الامر صعبا على المعالج لتحديد إشارة الكلام المطلوب، ولديها سلبية أخرى وهي ان الإزعاج يقلد الاصوات أحيانا فيتم تضخيمه. بالرغم من تلك السلبيات فان تكيف الميكرفونات الموجهة يؤدي إلى تمييز الاصوات في الضوضاء.
الميكرفونات الموجهه تمتلك ايجابية فقط عندما تكون المسافة بين المتحدث والمستمع قصيرة. في المقابل، لا يزال نظام اف ام مستمر لتوفير أفضل إشارة نسبة إلى الضوضاء حتى في المسافات البعيدة بين المتكلم والمستخدم.

### لفائف الهاتف\لفائف «ت»
هي عبارة عن اجهزة صغيرة مثبتة في اجهزة مساعدة السمع أو زراعة القوقعة. حلقات الحث الصوتية تولد حقل كهرومغناطيسي يمكن اكتشافه بواسطة لفائف الهاتف، والسماح لمصادر الصوت بالاتصال مباشرة مع مساعدات السمع. وتهدف هذه اللفائف إلى تصفية الضوضاء في الخلفية. من الممكن ان تستخدم مع الهاتف، نظام اف ام (مع لفائف في الرقبة)، ونظام الحلقات (حلقات السمع) والتي تنقل الصوت إلى المساعدات من انظمة مخاطبة الجمهور واجهزة التلفاز. في المملكة المتحدة وبلدان الشمال الأوروبي، تستخدم المساعدات بشكل كبير في الكنائس، المحلات التجارية، محطات السكك الحديدية وغيرها من الاماكن. في الولايات المتحدة الاميركية، أصبحت لفائف الهاتف وحلقات السمع أكثر شيوعا. حلقات الحث الصوتي، لفائف الهاتف، وحلقات السمع أصبحت تدريجيا أكثر شيوعا في سلوفينيا.
تتكون لفائف الهاتف من: المعادن (قضيب)، وملفوف حولها سلك دقيق. تعرف أيضا باللفائف الحثية لانها عند وضع اللفائف في حقل مغناطيسي، تقوم بالحث على توليد تيار كهربائي متناوب في السلك، تكتشف هذه اللفائف وجود الطاقة المغناطيسية وتحولها إلى طاقة كهربائية. في الولايات المتحدة، تفوم رابطة صناعة التصالات " Telecommunications Industry Association" بمجموعة اجراءات لضمان الاداة الامثل.
على الرغم من عمل هذه الاجهزة بشكل فعال ضمن نطاقات واسعة، الا ان هناك تدخلات غير معتادة في حلقات السمع. التدخل يمكن ان يظهر على شكل ازيز، والتي تختلف في الحجم اعتمادا على المسافة بين المستلم والمصدر (للتيار الكهرومغناطيسي).المصادر هي المجالات الكهرومغناطيسية، مثل: شاشات كمبيوتر سي ار تي، بعض المفاتيح الباهتة، الأجهزة الكهربائية المنزلية والعديد من الطائرات.

### التشريعات التي تؤثر على الاستخدام
في الولايات المتحدة، عمل قانون الالتزام بمساعدات السمع في عام 1988 كان يتطلب من لجنة الاتصالات الفيدرالية التأكد من أن تصنيع جميع الهواتف، أو المستوردة للاستخدام في الولايات المتحدة وذلك بعد أغسطس 1989 (جميع الهواتف)، يمكن استخدامها مع مساعدات السمع (من خلال استخدام لفائف الهاتف).
تعرف الهواتف الاساسية بانها "هواتف عملة-عملية، والهواتف المخصصة لاستخدامها في حالات الطوارئ ، والهواتف الأخرى، التي يحتاجها الاشخاص الذين يستخدمون المساعدات. هذا قد يشمل هواتف العمل، هواتف المستشفى ودور رعاية المسنين، هواتف الفنادق وغرف النزول. الهواتف الآمنة، وكذلك للهواتف النقالة العامة، والهواتف المستخدمة مع خدمات الراديو، وتعرف الهواتف الآمنة بانها الهواتف التي تم الموافقة على استثنائها من قانون الالتزام بمساعدات السمع من قبل الحكومة الاميركية لنقل الاتصالات السرية والحساسة.
في عام 2003، اعتمدت لجنة الاتصالات الفيدرالية قواعد لجعل الهواتف اللاسلكية الرقمية متوافقة مع مساعدات السمع وزراعة القوقعة. على الرغم من ان الهواتف اللاسلكية عادة لا تسبب تداخل مع مساعدات السمع أو زراعة القوقعة، إلى أن الهواتف اللاسلكية الرقمية غالبا ما تفعل، بسبب الطاقة الكهرومغناطيسية المنبعثة من هوائي الهاتف، وأضواء الخلفية وغيرها من المكونات.
وقد وضعت لجنة الاتصالات الفيدرالية جدول زمني لتطوير وبيع الهواتف اللاسلكية الرقمية التي تتوافق مع مساعدات السمع. هذا الجهد وعد بزيادة اعداد الهواتف اللاسلكية الرقمية التي تناسب مساعدات السمع.

### ادخال الصوت المباشر

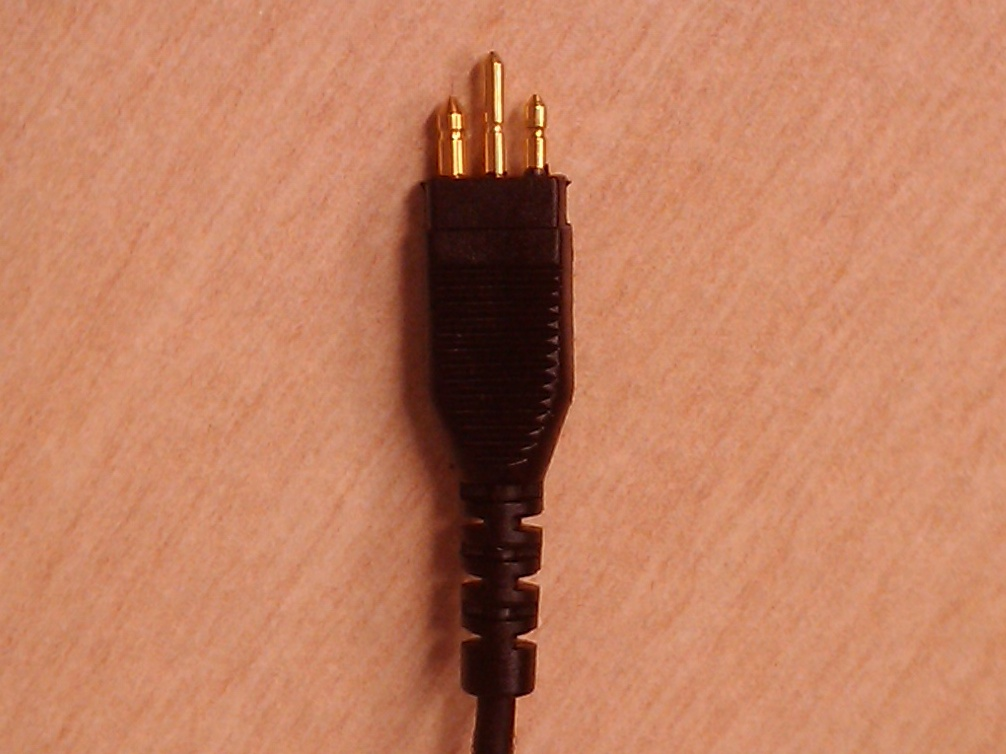
موصل ادخال الصوت المباشر.

تسمح هذه الاجهزة لمساعدات السمع بان تكون على اتصال مباشر مع مصادر الصوت الخارجية مثل: مشغل السي دي. بطبيعته، فان هذا الجهاز يتعرض فقط للقليل من التشويش من قبل التداخل الكهرومغناطيسي وتعطي أفضل جودة للإشارة الصوتية بدلا من لفائف تي مع سماعات الراس.

### المعالجة
جميع مساعدات السمع الالكترونية تمتلك ميكرفون مصغر، ومكبر صوت (يسمى عادة مستقبل)، بطارية والدوائر الالكترونية.
الدوائر الالكترونية تختلف بين الاجهزة، حتى لو كانت نفس النمط. تصنف الدوائر إلى ثلاث فئات وفقا لنوع معالجة الصوت: (التناظرية أو الرقمية) ونوع من دوائر التحكم (قابل للتعديل أو البرمجة).
- الاصوات الغير رقمية:
  - التحكم بالقابلية للتعديل: تتشابه الدوائر الصوتية مع المكونات الالكترونية التي يمكن تعديلها. يحدد اخصائي السمع الفائدة والمواصفات المطلوبة للمرتدي، ثم يعدل المكونات التناظرية اما عن طريق ضوابط صغيرة على المساعدات نفسها أو من خلال وجود مختبر تصنيع المساعدات لتلبية تلك المواصفات. قد لا تتغير نتائج الصوت بعد التعديل. هذا النوع من الدوائر عموما اقل مرونة، وأول اجهزة مساعدة السمع تم تعديلها بحيث تتناسب مع الدوائر الصوتية في الولايات المتحدة لبراءة الاختراع 2.017.358 "جهاز مساعد السمع ومكبر الصوت من قبل صامويل جوردون تايلور عام 1932 .
  - برامج التحكم: تتشابه دوائر الصوت مع العديد من دوائر التحكم الكهربائية والتي من الممكن التحكم بها من خلال اخصائي السمع، عادة هناك أكثر من برنامج.[37] دوائر التحكم الكهربائية من الممكن تثبيتها اثناء الصناعة أو في بعض الحالات، يمكن لاخصائي السمع استخدام جهاز حاسوب خارجي بشكل مؤقت وتوصيله مع مساعدات السمع إلى برامج دوائر كهربائية اضافية. يمكن للمستخدم تغيير البرامج حسب بيئة الاستماع عن طريق الضغط على زر موجود على الجهاز نفسه أو على جهاز التحكم عن بعد. في بعض الاحيان تعمل دوائر التحكم تلقائيا، هذا النوع من الدوائر بالعادة يكون مرنا وبسيطا. أول جهاز مساعد سمع مع نظيره من الدوائر الذاتية ودوائر التحكم الذاتية الرقمية معتمدة من الولايات المتحدة 4.025.721، «طرق للتكيف وفلترة الضجيج في المناطق القريبة» التي كتبها مجموعة دي ، وجي دي، عام 1975. استخدمت دوائر تحكم للحد تلقائيا من الضوضاء في قنوات التردد الفردية من لدوائر الصوتية المتناظرة، ويعرف باسم مانع الضجيج «زيتا».
- الصوت الرقمي، التحكم القابل للبرمجة: كل من دوائر الصوت ودوائر التحكم الاضافية رقمية بالكامل. برامج الصوت المهنية لمساعدات السمع المرتبط مع حاسوب خارجي تتصل مع الآلة، ويمكن ضبط جميع خصائص المعالجة على اساس فردي. تتيح الدوائر الرقمية بشكل كامل تنفيذ العديد من الميزات الغير ممكنة مع الدوائر الغير رقمية، ويمكن استخدامها في جميع الحالات وهي الأكثر مرونة. على سبيل المثال: المساعدات السمعية الرقمية يمكن برمجتها لتضخيم ترددات معينة أكثر من غيرها، ويمكن ان توفر جودة صوت أفضل من المساعدات الغير رقمية. يمكن برمجة المساعدات الرقمية بالكامل مع العديد من البرامج التي يمكن الاستناد اليها من قبل مرتديها، أو التي تعمل تلقائيا وبتكيف. تقلل هذه البرامج ردود الفعل الصوتية (الصفير)، تقلل الضجيج في الخلفية، كشف واستيعاب مختلف بيئات الاستماع تلقائيا (الصوت العالي مقابل الصوت المنخفض، الكلام مقابل الموسيقى)، التحكم بالمكونات الأخرى مثل: الميكرفونات المتعددة لتحسين السمع المكاني، تبديل الترددات (تحويل الترددات العالية التي قد لا يسمعها المرتدي إلى ترددات منخفضة مما يجعل السمع أفضل)، وتنفيذ العديد من الميزات الأخرى. تسمح الدوائر الرقمية بالكامل بالتحكم في القدرة اللاسلكية لكل من: الصوت ودوائر التحكم. من الممكن لاشارات التحكم في الاجهزة المساعدة للاذن الواحدة ان ترسل لاسلكيا إلى دوائر التحكم في الاذن المقابلة للتأكد من ان الصوت في كلتا الاذنين متطابق. ويمكن إرسال اشارات الصوت لاسلكيا من وإلى الاجهزة الخارجية من خلال وحدة منفصلة، غالبا ما يكون جهاز صغير يشبه القلادة، والتي تتيح الاتصال اللاسلكي للاجهزة الخارجية.

هذه القدرة تسمح بالاستخدام الامثل للهواتف المحمولة، اجهزة الموسيقى الشخصية، الميكرفونات عن بعد وغيرها. مع إضافة القدرة على تمييز الكلام والانترنت في الهاتف المحمول. ومرتديها لديهم قدرة التواصل الامثل في العديد من الحالات. وتتضمن هذه القائمة المتنامية: الاتصال الصوتي النشط، برمجيات الصوت النشط اما على الهاتف أو على الإنترنت، استقبال الاشارات الصوتية من البيانات على الهاتف أو الإنترنت، أو الاشارات الصوتية من التلفاز أو من انظمة تحديد المواقع العالمية. اخترع أول جهاز عملي يمكن ارتداؤه وكان رقميا بالكامل من قبل العالم ماينارد انجيبرتسون، روبرت أي مورلي، البن وجيرالد ار بوبيلكا. عملوا في الولايات المتحدة لبراءات الختراع " مساعدات السمع، التزويد بشبكة اتصالات، انظمة لتعويض فقدان السمع، والاساليب التي كتبها ماينرد انجبرتسون، روبرت أي مورلي، الابن جيرالد بوبيلكا، قدم عام 1984 . وشكلت براءة الاختراع هذه اساس جميع اجهزة السمع المساعدة اللاحقة بشكل كامل من جميع الشركات المصنع، بما في ذلك تلك التي تنتجها حاليا.

## تاريخ
المقال الرئيسي: التاريخ ومساعدات السمع

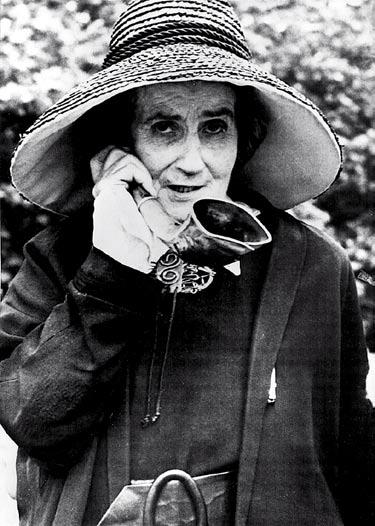
مدام دي ميرون مع الأذن البوق

أول مساعدات سمعية هي ابواق الأذن، وتم انشاؤها في القرن17. بعض مساعدات السمع الأولى كانت مساعدات سمع خارجية. مساعدات السمع الخارجية توجه الصوت من أمام أذن المتلقي وتحجب الإزعاج. ويتناسب موقع هذا الجهاز في الأذن أو خلفها.
بدأ التحرك نحو المساعدات الحديثة مع اختراع الهاتف، وانشئت أول مساعدات سمع كهربائية عام 1898. في أواخر القرن العشرين، أصبحت مساعدات السمع الرقمية متوفرة.
ساعد اختراع ميكرفون الكربون، النواقل، معالج الاشارات الرقمي وتطوير تكنولوجيا الكمبيوتر إلى تحويل مساعدات السمع بالشكل التي هي عليه الآن.

## التنظيم

### أيرلندا
مثل نظام الرعاية الصحية الأيرلندي، وتوفير مساعدات السمع هو خليط من القطاعين العام والخاص.
توفر الولايات مساعدات السمع للأطفال، والاشخاص الذين دخلهم اقل من تقاعد الدولة. تقدم ولايات أيرلندا مساعدات السمع للدول الفقيرة للغاية، في كثير من الأحيان يحتاج الناس إلى الانتظار لمدة سنتين للحصول على موعد.
وتشير التقديرات إلى ان التكلفة الاجمالية للدولة، للتزويد بسماعة واحدة، يتجاوز 2000.[بحاجة مصدر]
يوفر القطاع الخاص مساعدات سمع، وهناك مساعدات سمع متاحة للعمال الذين لديهم تأمين صحي.
ويمكن لجابي الضرائب التخفيف من الضرائب على المساعدات باعتبارها اجهزة طبية.
المساعدات السمعية معفاة من الرسوم الاضافية في جمهورية ايرلندا.

### الولايات المتحدة
مساعدات السمع العادية والدرجة الأولى، تنظم الأجهزة الطبية من قبل دائرة الغذاء والدواء.
هناك 1976 قانون فسر حظر احتياجات الولاية وهي «تختلف عن، أو بالإضافة إلى، أي معدات متاحة»، لتنظيم الاجهزة الطبية (التي تتضمن مساعدات السمع)، والتي تتعلق ب«سلامة وفعالية الجهاز». واستبقت قانون الدولة بموجب القانون الاتحادي. قي أواخر ال 1970، انشأت دائرة الغذاء والدواء قواعد اتحادية التي تحكم بيع المساعدات ، ووجهت طلبات مختلفة من قبل سلطات الدولة للحصول على اعفاءات من الاتحاد، منح البعض وحرمان الاخرين.

## التكلفة

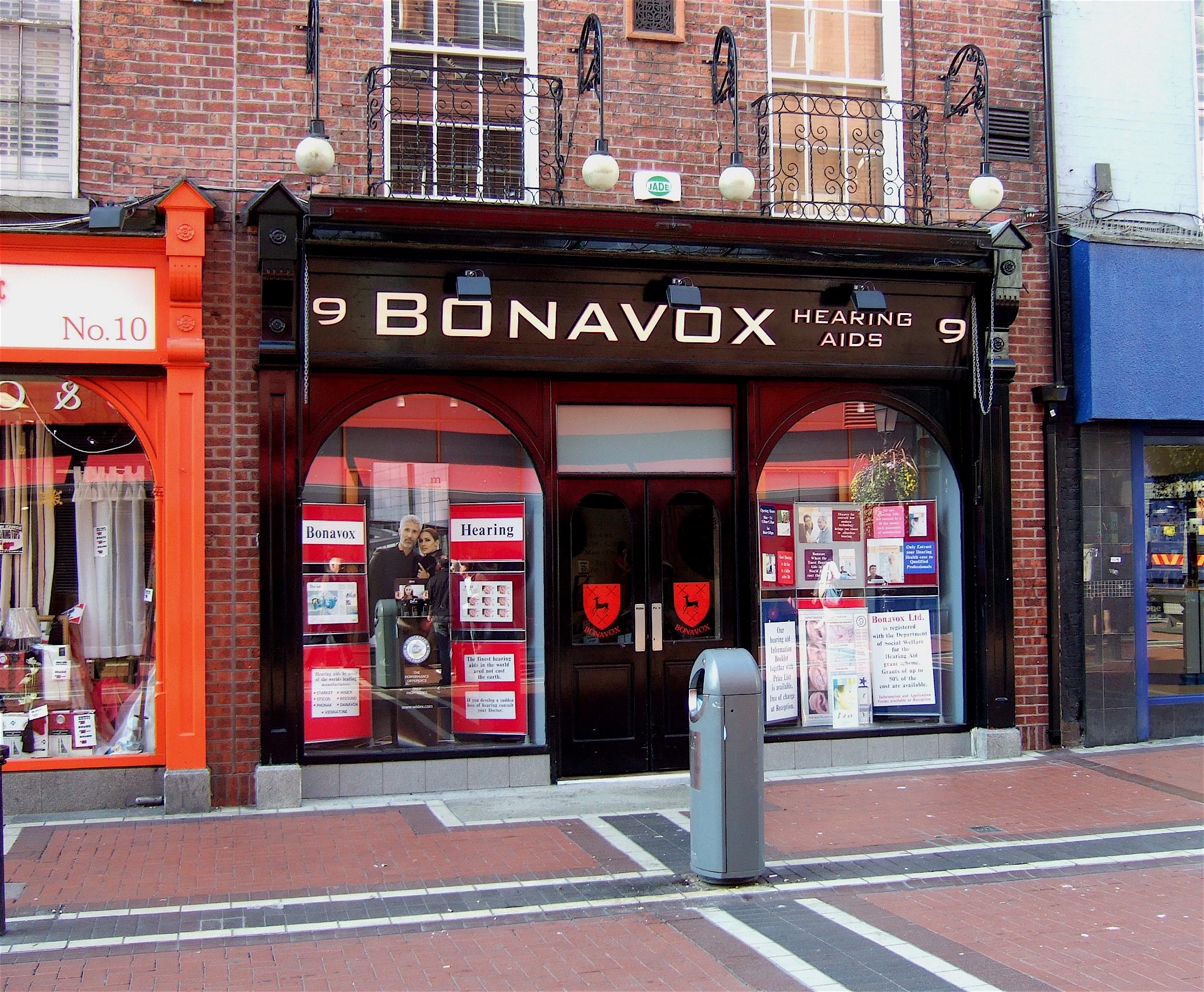
متجر لبيع السماعات في ايرلندا_دبلن.

العديد من البلدان الصناعية تقوم بتوريد سماعات بتكلفة منخفضة أو مجانا من خلال نظام الرعاية الصحية الممولة من القطاع العام.

### أستراليا
تقدم الإدارة الصحية في أستراليا سماعات معفاة من الرسوم للمقيمين والمواطنين، على الرغم من انهم يدفعون أكثر إذا ارادوا الحصول على سمع أفضل. ويتم صيانتها سنويا على ان يتم دفع رسوم الصيانة .

### كندا
في كندا، تكون الرعاية الصحية مسؤولة عن المحافظات. في مقاطعة اونتاريو، يتم تسديد ثمن السماعات جزئيا من خلال برامج المعينات من وزارة الصحة والرعاية طويلة المدى، أكثر من 500$ لكل سماعة . لم تعد الصحة العامة للمحافظات تغطي فحص السمع، ويمكن الحصول على اختبار قوة السمع وفي كثير من الاحيان مجانا، في عيادات السمع في القطاع الخاص وبعض عيادات الانف والاذن والحنجرة. ويمكن تغطية الحصول على سماعة من خلال البرامج الحكومية : مثل المحاربين، أو العمل في مراكز التأمين والسلامة.

### ايرلندا
تدفع التأمينات الاجتماعية رسوم لمرة واحدة من 30.000 أي اس كي، لاي نوع من السماعات. مع ذلك فالقواعد صعبة للحصول على السماعات حيث تتطلب ان تكون كلتا الاذنين تعاني من فقدان شديد بالسمع من اجل التأهل للحصول عليها. يتراوح ثمن المساعدات خلف الأذن بين 60000 إلى 300000 أي إس كي.

### الهند
جميع أنواع السماعات متاحة بسهولة في الهند. في إطار الخدمات الصحية المركزية وحكومة الولاية، حيث يمكن للفقراء اقتنائها مجانا. مع هذا تختلف اسعار السماعات من متجر لآخر حيث تتراوح من 1000 روبية إلى 275000 روبية للأذن.

### المملكة المتحدة
عملت وزارة الصحة مع العاملين في فقدان السمع عام 2000-2005 (التي كانت تسمى ار ان أي دي)، لتحسين نوعية السمع، حيث قامت جميع مراكز سمعيات ان اتش اس في إنجلترا بتركيب المساعدات السمعية عام 2005.
وبحلول عام 2003 تم تركيب ما يقارب 175.000 من السماعات الرقمية من ان اس اتش ل 125.000 شخص. وتم افتتاح شركة خاصة لتعزيز القدرات، وتم تعيين مركزين للسمع- ديفيد اورمورد- المملوكة جزئيا من قبل الاينس بوتس ومجموعة الترافوكس وهي شركة تابعة لامبليفون.
داخل المملكة المتحدة، تقوم ان اتش اس بتوفير السماعات لمرضاها، على قرض طويل الاجل بدون فوائد. على عكس السماعات العظمية، والتي قد تكون الخيار الوحيد المتاح . قد تكون ضرورية إذا كان المستخدم يرغب بنمط مختلف.
في عام 2014 نظم فريق التكليف السريري في شمال ستافوردشاير مقترحات لانهاء توفير المساعدات السمعية للحالات الخفيفة والمعتدلة من البالغين، والتي تكلف حاليا 1.2 في السنة. وهناك حملة ضد هذا الاقتراح.

### الولايات المتحدة
معظم مراكز الرعاية الصحية الخاصة في الولايات المتحدة لا توفر تغطية للسماعات، لذلك عادة ما يتحمل المريض التكاليف. التكاليف للسماعة الواحدة تتراوح ما بين 500$-6000$ أو أكثر، اعتمادا على مستوى التكنولوجيا المستخدمة، وفيما إذا كان الطبيب حزم الرسوم المناسبة للسماعات. ولو كان بالغا لديه فقدان بالسمع فان هذا يؤثر على انشطة الحياة الرئيسية، حيث يمكن لبعض برامج التأهيل المهني التي تديرها الدولة ان توفر مساعدة مالية كاملة. فقدان السمع الشديد والعميق غالبا ما يقع ضمن فئة «الحدود القوية». تتوافر السماعات بسعر منخفض على الإنترنت أو الطلب عبر البريد، ولكن السماعات التي يكون سعرها 200$ تميل إلى تكبير اصوات الضوضاء في الخلفية وبالتالي لا يكون صوت الإنسان مسموعا.
المحاربين القدامى في الجيش يمكنهم الحصول على السماعات اعتمادا على حاجتهم الطبية، حيث تقوم إدارة المحاربين القدامى بدفع كافة التكاليف لقدامى العسكريين، وتوفر المرافق الطبية الرئيسية الخدمات التشخيصية والسمعية.
تكلفة السماعات معفاة من الضرائب لاولئك الناس.

## البطاريات
هناك بعض الحالات النادرة التي تستخدم فيها السماعات بطاريات قابلة للشحن أو بطاريات طويلة المدى، وغالبية السماعات الحديثة تستخدم واحدة من خمس خلايا من بطاريات الزنك الهوائية (السماعات القديمة تستخدم بطاريات الزئبق، لكن أصبحت هذه الخلايا محظورة في معظم بلدان العالم)، خلايا وازرار السماعات الحديثة تعرف بارقام والوان شائعة .
وعادة ما يتم تحميلها ال السماعات من خلال باب البطارية الدورية، مع الجانب المسطح (الحالة)، كما القطب الموجب (الكاثود)، والجانب المدور وهو القطب السالب (الانود).
هذه البطاريات تزود ب 1.35-1.45 فولت .
أنواع البطاريات المناسبة للسماعات تعتمد على: الحجم الفيزيائي المسموح به والعمر الافتراضي للبطارية، والذي تحدده قوة جهاز . عادة ما يكون عمر البطارية ما بين 1 يوم-14 يوم (على افتراض انها تستخدم لمدة 16 ساعة يوميا).
| النوع/ رمز اللون | القياسات (العمق×الارتفاع) | الاستخدام                           | الاسم القياسي                                                           | الاسم الافتراضي |
| ---------------- | ------------------------- | ----------------------------------- | ----------------------------------------------------------------------- | --- |
| 675              | 11.6 mm × 5.4 mm          | طاقة عالية سماعة أذن، زراعة القوقعة | اللجنة الكهروتقنية الدولية: PR44, المعهد القومي الأمريكي للقياس: 7003ZD | 675, 675A, 675AE, 675AP, 675CA, 675CP, 675HP, 675HPX, 675 Implant Plus, 675P (HP), 675PA, 675SA, 675SP, A675, A675P, AC675, AC675E, AC675E/EZ, AC675EZ, AC-675E, AP675, B675PA, B6754, B900PA, C675, DA675, DA675H, DA675H/N, DA675N, DA675X, H675AE, L675ZA, ME9Z, P675, P675i+, PR44, PR44P, PR675, PR675H, PR675P, PR-675PA, PZ675, PZA675, R675ZA, S675A, V675, V675A, V675AT, VT675, XL675, Z675PX, ZA675, ZA675HP |
| 13               | 7.9 mm × 5.4 mm           | سماعة أذن، سماعة أذن                | اللجنة الكهروتقنية الدولية: PR48, المعهد القومي الأمريكي للقياس: 7000ZD | 13, 13A, 13AE, 13AP, 13HP, 13HPX, 13P, 13PA, 13SA, 13ZA, A13, AC13, AC13E, AC13E/EZ, AC13EZ, AC-13E, AP13, B13BA, B0134, B26PA, CP48, DA13, DA13H, DA13H/N, DA13N, DA13X, E13E, L13ZA, ME8Z, P13, PR13, PR13H,PR-13PA, PZ13, PZA13, R13ZA, S13A, V13A, VT13, V13AT, W13ZA, XL13, ZA13 |
| 312              | 7.9 mm × 3.6 mm           | miniسماعة أذن، سماعة أذن، سماعة أذن | اللجنة الكهروتقنية الدولية: PR41, المعهد القومي الأمريكي للقياس: 7002ZD | 312, 312A, 312AE, 312AP, 312HP, 312HPX, 312P, 312PA, 312SA, 312ZA, AC312, AC312E, AC312E/EZ, AC312EZ, AC-312E, AP312, B312BA, B3124, B347PA, CP41, DA312, DA312H, DA312H/N, DA312N, DA312X, E312E, H312AE, L312ZA, ME7Z, P312, PR312, PR312H, PR-312PA, PZ312, PZA312, R312ZA, S312A, V312A, V312AT, VT312, W312ZA, XL312, ZA312                                                                                        |
| 10               | 5.8 mm × 3.6 mm           | سماعة أذن، سماعة أذن                | اللجنة الكهروتقنية الدولية: PR70, المعهد القومي الأمريكي للقياس: 7005ZD | 10, 10A, 10AE, 10AP, 10DS, 10HP, 10HPX, 10SA, 10UP, 20PA, 230, 230E, 230EZ, 230HPX, AC10, AC10EZ, AC10/230, AC10/230E, AC10/230EZ, AC230, AC230E, AC230E/EZ, AC230EZ, AC-230E, AP10, B0104, B20BA, B20PA, CP35, DA10, DA10H, DA10H/N, DA10N, DA230, DA230/10, L10ZA, ME10Z, P10, PR10, PR10H, PR230H, PR536, PR-10PA,PR-230PA, PZA230, R10ZA, S10A, V10, VT10, V10AT, V10HP, V230AT, W10ZA, XL10, ZA10                  |
| 5                | 5.8 mm × 2.1 mm           | CICs                                | اللجنة الكهروتقنية الدولية: PR63, المعهد القومي الأمريكي للقياس: 7012ZD | 5A, 5AE, 5HPX, 5SA, AC5, AC5E, AP5, B7PA, CP63, CP521, L5ZA, ME5Z, P5, PR5H, PR-5PA, PR521, R5ZA, S5A, V5AT, VT5, XL5, ZA5 |